# San Antonio Spurs 1994-1995
La stagione 1994-95 dei San Antonio Spurs fu la 19ª nella NBA per la franchigia.
I San Antonio Spurs vinsero la Midwest Division della Western Conference con un record di 62-20. Nei play-off vinsero il primo turno con i Denver Nuggets (3-0), la semifinale di conference con i Los Angeles Lakers (4-2), perdendo poi la finale di conference con gli Houston Rockets (4-2).

## Risultati
| Squadra                | V  | P  | %    | GB |
| ---------------------- | -- | -- | ---- | -- |
| San Antonio Spurs      | 62 | 20 | 75,6 | -  |
| Utah Jazz              | 60 | 22 | 73,2 | 2  |
| Houston Rockets C      | 47 | 35 | 57,3 | 15 |
| Denver Nuggets         | 41 | 41 | 50,0 | 21 |
| Dallas Mavericks       | 36 | 46 | 43,9 | 26 |
| Minnesota Timberwolves | 21 | 61 | 25,6 | 41 |

## Roster
| N° | Naz.                   | Ruolo | Sportivo        | Anno | Alt. | Peso |
| -- | ---------------------- | ----- | --------------- | ---- | ---- | ---- |
| 00 | Nigeria (bandiera)     | C     | Julius Nwosu    | 1971 | 208  | 116  |
| 1  | Stati Uniti (bandiera) | G     | Howard Eisley   | 1972 | 188  | 80   |
| 2  | Stati Uniti (bandiera) | C     | Moses Malone    | 1955 | 208  | 98   |
| 6  | Stati Uniti (bandiera) | G     | Avery Johnson   | 1965 | 178  | 79   |
| 7  | Stati Uniti (bandiera) | A     | J.R. Reid       | 1968 | 206  | 112  |
| 10 | Stati Uniti (bandiera) | A     | Dennis Rodman   | 1961 | 201  | 95   |
| 15 | Stati Uniti (bandiera) | G     | Vinny Del Negro | 1966 | 193  | 84   |
| 20 | Stati Uniti (bandiera) | G     | Chris Whitney   | 1971 | 183  | 76   |
| 23 | Stati Uniti (bandiera) | GA    | Corey Crowder   | 1969 | 196  | 97   |
| 25 | Stati Uniti (bandiera) | G     | Doc Rivers      | 1961 | 193  | 84   |
| 32 | Stati Uniti (bandiera) | A     | Sean Elliott    | 1968 | 203  | 93   |
| 34 | Stati Uniti (bandiera) | A     | Terry Cummings  | 1961 | 206  | 100  |
| 40 | Stati Uniti (bandiera) | GA    | Willie Anderson | 1967 | 201  | 86   |
| 45 | Stati Uniti (bandiera) | A     | Chuck Person    | 1964 | 203  | 100  |
| 50 | Stati Uniti (bandiera) | C     | David Robinson  | 1965 | 216  | 107  |
| 54 | Stati Uniti (bandiera) | AC    | Jack Haley      | 1964 | 208  | 109  |

## Staff tecnico
- Allenatore: Bob Hill
- Vice-allenatori: Hank Egan, Dave Cowens, Paul Pressey